# هالیوود (ترانه جی‌زی)
« هالیوود» (به انگلیسی: Hollywood) تک‌آهنگی از هنرمند اهل ایالات متحده آمریکا جی-زی، بیانسه است که در سال ۲۰۰۷ میلادی منتشر شد.